# Смоляков, Артём Геннадьевич
Артём Генна́дьевич Смоляко́в (укр. Артем Геннадійович Смоляков; род. 29 мая 2003, Горловка, Донецкая область) — украинский футболист, защитник клуба «Лос-Анджелес».

## Биография
Воспитанник академии днепровского «Днепра», в футболке которого с 2016 по 2020 год выступал в ДЮФЛУ.
В августе 2020 года подписал свой первый профессиональный контракт с «Ингульцом». В сезоне 2020/21 годов выступал преимущественно за юношескую команду клуба, но также успел сыграть и 3 матча за молодежную команду клуба. Следующий сезон тоже начал в юношеской команде. За взрослую команду дебютировал 22 ноября 2021 в проигранном (0:1) домашнем поединке 16-го тура Премьер-лиги Украины против донецкого «Шахтёра». Артем вышел на поле на 46-й минуте, заменив Хенноса Асмелаша.